# Эриксон, Джуди
Джу́ди Э́риксон (англ. Judy Erickson) — канадская кёрлингистка и тренер по кёрлингу.
В составе женской сборной Канады участник чемпионата мира 1981 (серебряные призёры). Чемпионка Канады среди женщин.
Играла на позиции третьего и второго.

## Достижения
- Чемпионат мира по кёрлингу среди женщин: серебро (1981).
- Чемпионат Канады по кёрлингу среди женщин: золото  (1981).

## Команды
| Сезон   | Четвёртый        | Третий        | Второй         | Первый          | Турниры            |
| ------- | ---------------- | ------------- | -------------- | --------------- | ------------------ |
| 1980—81 | Сьюзан Сайц      | Джуди Эриксон | Мирна Маккей   | Бетти Маккракен | ЧК 1981 · ЧМ 1981  |
| 1984—85 | Сьюзан Сайц      | Judy Lukowich | Джуди Эриксон  | Бетти Маккракен | ЧК 1985 (4 место)  |
| 2004—05 | Simone Handfield | Jean Slemko   | Dorothy Sutton | Джуди Эриксон   | ЧКВ 2005 (8 место) |

(скипы выделены полужирным шрифтом)

## Результаты как тренера национальных сборных
| Год  | Турнир                                          | Команда                | Место |
| ---- | ----------------------------------------------- | ---------------------- | ----- |
| 2016 | Чемпионат мира по кёрлингу среди ветеранов 2016 | Канада (ветераны жен.) | 5     |